# Patricia Day
Patricia Day es la cantante y contrabajista de la banda danesa de psychobilly HorrorPops.

## Biografía
Patricia Day nació en Copenhague, Dinamarca, donde comenzó a tocar con bandas locales de punk rock como Peanut Pump Gun. Conoció al cantante y bajista de Nekromantix, Kim Nekroman, en el festival POPKOMM de Colonia en 1996, Alemania. Day se casaría con Nekroman y ambos formaron HorrorPops en ese mismo año.
Day utiliza los contrabajos que su marido fabrica para ella expresamente. Con respecto a su instrumento, Day asegura que

pesan la mitad de un bajo normal, con cuerpo y cuello delgados, ya que mis manos son pequeñas. Cuando otras personas tocan mi contrabajo dicen que está hecho como una guitarra, pero está hecho a mi medida".

Es una amante de los tatuajes y tiene sus dos brazos completamente cubiertos. Su primer tatuaje se lo hizo con 13 años en un lugar que la cantante danesa no ha develado: "Es un secreto, pero no fue bonito".